# Fossa di Makran

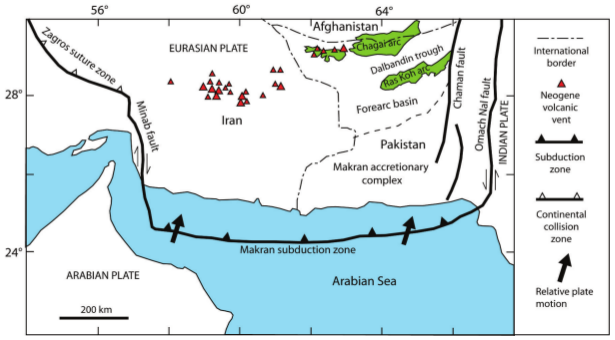
La zona di subduzione di Makran, che si estende tra il golfo Persico e il mar Arabico.

La fossa di Makran è il risultato fisiografico di una zona di subduzione situata lungo il margine nord-orientale del golfo dell'Oman, adiacente alla costa sud-occidentale della provincia pakistana del Belucistan e a quella sud-orientale dell'Iran. In corrispondenza di questa regione, la crosta oceanica della placca araba subduce al di sotto della crosta continentale della placca euroasiatica.

## Tettonica
La velocità raggiunta dalla sopraccitata subduzione della placca Araba nella regione di Makran è di circa 4 cm all'anno. Si ritiene che tale processo sia iniziato tra la fine del piano Maastrichtiano, e quindi del Cretacico superiore, 66 milioni di anni fa, con la formazione di un prisma di accrezione che è invece iniziata tra i 7,5 e gli 11,2 milioni di anni fa. A ovest, la fossa di Makran è connessa, attraverso il sistema di faglia di Minab, alla  cintura di piegatura e spinta degli Zagros, mentre a est è collegata, attraverso le faglie a trascorrimento (o "trasformi") transpressive di Ornach-Nal e di Chaman, all'orogenesi himalayana.

## Fluidi, gas e vulcani di fango
Il complesso di accrescimento di Makran è caratterizzato da tutta una serie di formazioni ed eventi associati alle emissioni esplosive e non di acqua e di metano. Sia sulle coste iraniane che su quelle pachistane, ad esempio, è possibile rilevare la presenza di vulcani di fango, mentre al largo delle suddette coste sono presenti delle sorgenti fredde. Si ritiene che anche la formazione dell'isola Terremoto (in urdu جزیرہ زلزلہ, in arabo جزيرة زلزلة Zalzala Jazeera), sorta a ridosso delle coste del Pakistan in seguito al terremoto di magnitudo 7,7 che lo ha colpito il 24 settembre 2013, sia il risultato dell'attività di un vulcano di fango, così come l'isola Malan, un vulcano di fango situato a 3 km dalla costa del Belucistan, emerso e inabissatosi quattro volte, tra il 1945 e il 2013, sempre in seguito a grandi eventi sismici. Oltre a tali eventi, però, il formarsi e l'attivarsi di vulcani di fango può essere dovuto alle pesanti piogge che si verificano nella regione durante la stagione dei monsoni, le quali, aumentando fortemente la pressione nelle falde acquifere, favoriscono il rilascio di gas.

## Terremoti
Di seguito i quattro più grandi terremoti che hanno interessato la zona a partire dall'inizio del XX secolo e dovuti a movimenti nella zona di subduzione:
- 28 novembre 1945: terremoto con magnitudo pari a  8,1, causò anche uno tsunami che investì la costa di Makran.
- 5 agosto 1947: terremoto con magnitudo momento pari a 6,8, con epicentro localizzato poco al largo della costa del Pakistan occidentale.
- 7 dicembre 1989: terremoto con magnitudo momento pari a 6,0, con epicentro localizzato poco al largo della costa meridionale dell'Iran.
- 7 febbraio 2017: terremoto con magnitudo momento pari a 6,3, con epicentro localizzato poco al largo della costa del Pakistan occidentale.